# Hofheim am Taunus
Pour les articles homonymes, voir Hofheim et Taunus (homonymie).
Hofheim am Taunus est une ville située en Allemagne dans le Land de Hesse. Elle est le chef-lieu de l'arrondissement de Main-Taunus.

## Histoire
| Appartenances historiques Seigneurie de Falkenstein 1254–1366 Électorat de Mayence 1366–1418 Seigneurie d'Eppstein 1418–1433 Seigneurie d'Eppstein-Königstein 1433–1505 Comté de Königstein 1505–1581 Électorat de Mayence 1581–1803 Nassau-Usingen 1803–1806 Duché de Nassau 1806-1866 Royaume de Prusse (Province de Hesse-Nassau) 1866-1918 République de Weimar 1918–1933 Reich allemand 1933–1945 Allemagne occupée 1945–1949 Allemagne 1949–présent |

Le blason est officiellement approuvé depuis 1907 et en 1920 a été officiellement attribué. Il correspond à joints judiciaires antérieures, dont la plus ancienne date du après que le statut de ville de 1352. Comme ses seigneurs locaux temporaires Mayence sont représentés avec la Roue de Mayence et archevêque Gerlier de Nassau que comte avec le Lion de la Maison de Nassau.
Sous le règne de Johann Adam von Bicken, archevêque de Mayence et prince électeur, les processus des sorcières à l'apogée Kurmainz. Pendant la période allant de 1588 à 1602, 23 femmes ont été accusés de sorcellerie, dont 15 exécutées.

## Monuments
- Altes Rathaus - Hôtel de ville ancien de 1529
- Stadtmuseum - Musée historique et urbain
- Kapelle - La chapelle a été construite, parce que la ville est restée épargnée de la peste
- Meisterturm - Tour panoramique sur la montagne de chapelle
- Haus der Andacht - Lieu de culte Baha'i à Langenhain
- Kirche: St Peter und Paul - Église: St-Pierre et Paul dans le centre

## Jumelages et partenariats
La ville de Hofheim am Taunus est jumelée avec :
- Chinon (France) depuis 1967
- Tiverton (Royaume-Uni) depuis 1980
- Buccino (Italie) depuis le 31 octobre 2008
- Pruszcz Gdański (Pologne) depuis le 25 avril 2012

Les villes de Chinon et Tiverton étant jumelées entre elles, il s'agit d'un jumelage en triangle.

## Personnalités liées à la ville
- Alexandre de Solms-Braunfels (1807-1867), général mort à Marxheim.

## Honneur
L'astéroïde (347020) Hofheim est nommé en son honneur.